# 莱昂尼德·塔拉年科
莱昂尼德·阿尔卡季耶维奇·塔拉年科（俄语：Леонид Аркадьевич Тараненко，1956年6月13日—），生于白俄罗斯Malaryta，前苏联/白俄罗斯举重运动员，曾分别代表苏联、独联体、白俄罗斯三支代表队征战世界大赛，现挺举、总成绩世界最好成绩保持者。

## 举重生涯

### 早年生涯
塔拉年科早年在明斯克的苏联志愿体育社团（Добровольные спортивные общества）训练，他酷爱举重，但未得良师指点，成绩平平。直到19岁时被著名农机发明家兼举重教练洛格维诺维奇博士（Dr Logvinovich）相中收其为徒，他的举重成绩开始步步高升，一年后塔拉年科便入选了苏联国家队。

### 步入世界一流
塔拉年科所取得的第一个重大成就是代表苏联队在莫斯科奥运会上以总成绩422.5公斤夺取110公斤级冠军，这一年他还连续夺取了世界举重锦标赛和欧洲锦标赛110公斤级的冠军。由于苏联的抵制塔拉年科缺席了1984年洛杉矶奥运会，但在随后的友谊运动会上他以破世界纪录的总成绩422.5公斤赢得了110公斤级冠军，这一成绩超过了同期在洛杉矶奥运会上夺冠的意大利选手诺贝托·奥贝尔布格尔52.5公斤之多。
在这之后，塔拉年科从110公斤级转练超重量级。1988年，塔拉年科在英国卡迪夫举办的欧洲举重锦标赛中折桂，但由于伤病错过了1988年汉城奥运会，同年11月26日，在澳大利亚堪培拉的一场举重比赛中，塔拉年科创造了挺举266公斤、总成绩475公斤的世界纪录，至今无人能破。虽然由于1993年和1998年由于举重级别的调整导致这项纪录未被长时间的认定为官方的世界纪录，但是这依然是至今人类举重史上所能举起的最重重量，被选入吉尼斯世界纪录大全。
1991年，塔拉年科赢得了在波兰弗瓦迪斯瓦沃沃举办的世界锦标赛超重量级冠军。1992年，他代表独联体队参加了巴塞罗那奥运会，以总成绩425公斤夺取了超重量级银牌。1996年，塔拉年科代表白俄罗斯获得了欧洲锦标赛冠军。

### 职业最佳纪录
- 抓举: 210.0公斤  110公斤以上级；
- 挺举: 266.0公斤 (正式的世界纪录，尽管这一纪录在随后的举重级别调整中被移除，但这依然是举重比赛中所能举起的第二最重重量)(拉沙·塔拉哈泽於塔什干2021年世界举重锦标赛以267公斤挺举成功超越了塔拉年科的纪录)；
- 总成绩: 442.5公斤 (200.0 + 242.5) 1984年在保加利亚瓦尔纳110公斤级比赛中所创造的；
- 总成绩: 475.0公斤 (210.0 + 266.0),[3] 1988年11月26日在澳大利亚堪培拉110公斤级比赛中所创造的。[4]